# ふしぎ工房症候群
『ふしぎ工房症候群』（ふしぎこうぼうしょうこうぐん）は、日本の人気男性声優を起用した朗読CDシリーズの総称。

## 解説
当初、朗読版はアニメイトが独占販売していたが、続・朗読版より一般CD店でも販売されるようになった。後にドラマCDも発売されている。朗読版はオーディオブック配信サイトのFeBe!でも配信されている。また、Premiumシリーズからは女性声優も起用している。
悩みをかかえた人物が、願い事を売っている「ふしぎ工房」に迷い込んだことからはじまる多様な人間模様が語られる。

原作・脚本は竹内葵。発売元 Cosmic★Gate、販売元 avex marketing。

## ラインナップ

### 朗読版
- EPISODE.1 「君はダレ?」 語り：諏訪部順一（2005年6月24日）
- EPISODE.2 「女性恐怖症なおします」 語り：鈴村健一（2005年6月24日）
- EPISODE.3 「ひとりぼっちの誕生日」 語り：櫻井孝宏（2005年6月24日）
- EPISODE.4 「一緒に死んでくれますか?」語り：石田彰（2005年8月26日）
- EPISODE.5 「カネかえせ！」語り：谷山紀章（2005年8月26日）
- EPISODE.6 「クリスマスの出来事」 語り：三木眞一郎（2005年11月18日）
- EPISODE.7 「妹の遺言」 語り：岸尾大輔（2005年11月18日）
- EPISODE.8 「オルゴール」 語り：福山潤（2006年2月17日）
- EPISODE.9 「卒業」 語り：緑川光（2006年2月17日）
- EPISODE.10 「最後の願い」 語り：森久保祥太郎（2006年5月26日）
- EPISODE.11 「闇」 語り：森田成一（2006年5月26日）
- EPISODE.12 「ありがとう」 語り：高橋広樹（2006年5月26日）

### 続・朗読版
- EPISODE.1 「鬱の行方」 語り：置鮎龍太郎（2007年8月22日）
- EPISODE.2 「もう誰も愛せない」 語り：小西克幸（2007年9月26日）
- EPISODE.3 「いのちの期限」 語り：小野大輔（2007年12月26日）
- EPISODE.4 「兄からの手紙」 語り：神谷浩史（2008年5月28日）
- EPISODE.5 「一日だけのラブストーリー」 語り：宮野真守（2008年7月23日）
- EPISODE.6 「母さん、ごめんね」 語り：吉野裕行（2008年9月24日）
- EPISODE.7 「拝啓、御主人様」 語り：柿原徹也（2009年2月25日）

### Premium・朗読版
- Premium.1 「もうひとりの天使」 語り：三木眞一郎（2011年4月6日）※「クリスマスの出来事」の続編
- Premium 2 「居場所をください」 語り：竹達彩奈（2011年6月22日）
- Premium 3 「夢見る少女は空を飛ぶ」 語り：佐藤聡美（2012年5月23日）

### ドラマCD版
- 第1弾 「一緒に死んでくれますか？」（2006年8月11日）

キャスト：僕（石田彰）、彼（保志総一朗）、老人（大木民夫）、父さん（小杉十郎太）、母さん（吉田小南美）、彼の母（岩居由希子）
- 第2弾 「ひとりぼっちの誕生日」（2006年11月24日）

キャスト：僕（櫻井孝宏）、彼奴（鳥海浩輔）、彼（鈴村健一）、彼女（荒木香恵）、老人（大木民夫）
- 第3弾 「女性恐怖症なおします」（2006年11月24日）

キャスト：僕（鈴村健一）、彼女（浅野真澄）、彼（諏訪部順一）、老人（大木民夫）、社長（高木渉）
- 第4弾 「クリスマスの出来事」（2006年12月22日）

キャスト：僕（三木眞一郎）、彼女（榎本温子）、後輩（倉田雅世）、老人（大木民夫）
- 第5弾 「君はダレ？」（2007年1月26日）

キャスト：僕（諏訪部順一）、彼女（折笠富美子）、彼女の兄（速水奨）、老人（大木民夫）
- 第6弾 「あの日の約束」（2012年6月27日）※「居場所をください」のアナザーストーリー

キャスト：私（竹達彩奈）、彼女（MAKO）、少女（能登麻美子）、老人（大木民夫）、彼女の父（てらそままさき）、私の母（根谷美智子）、私の兄（吉田真弓）
- 第7弾 「風の軌跡」（2012年11月14日）※「あの日の約束」の続編

キャスト：私（竹達彩奈）、彼女（MAKO）、少女（能登麻美子）、老人（大木民夫）、彼女の父（てらそままさき）、主治医（氷青）、先輩（片桐勇介）、主任看護師（山川琴美）

## 関連商品

### CD
- ふしぎ工房症候群 オリジナルサウンドトラックアルバム（2006年8月11日）

### 書籍
- ふしぎ工房症候群（2006年8月11日）
- 続・ふしぎ工房症候群（2010年2月5日）